# Ziemiany (województwo warmińsko-mazurskie)
Ziemiany (niem. Ziemianen) – wieś w Polsce, w województwie warmińsko-mazurskim, w powiecie gołdapskim, w gminie Banie Mazurskie.
W latach 1975–1998 miejscowość należała administracyjnie do województwa suwalskiego.

## Nazwa
28 marca 1949 r. ustalono urzędową polską nazwę miejscowości – Ziemiany, określając drugi przypadek jako Ziemian, a przymiotnik – ziemiański.